# John Fisher
John Fisher (n. 19 octombrie 1469, Yorkshire, Regatul Angliei – d. 22 iunie 1535, Londra, Regatul Angliei) a fost un episcop catolic englez care a intrat în conflict cu regele Henric al VIII-lea al Angliei. A fost închis în Turnul Londrei împreună cu cancelarul Thomas Morus, condamnat pentru înaltă trădare și executat.
Este sărbătorit ca sfânt în Biserica Romano-Catolică, împreună cu Thomas Morus. Sărbătoarea celor doi este pe 22 iunie, ziua execuției lui Fisher.

## Viața
A fost hirotonit preot în anul 1495. În 1497 a devenit duhovnic al Margaretei Beauforts, mama regelui Henric al VII-lea și bunica lui Henric al VIII-lea. În 1503 a primit catedra de teologie, iar din 1504 funcția de cancelar al Universității Cambridge.